# Першинское
Першинское — село в Далматовском районе Курганской области. Административный центр и единственный населённый пункт Першинского сельсовета.

## История
До 1917 года центр Першинской волости Шадринского уезда Пермской губернии. По данным на 1926 год состояло из 432 хозяйств. В административном отношении являлось центром Першинского сельсовета Далматовского района Шадринского округа Уральской области.

## Население
| 1989 | 2002 | 2010 | 2012 | 2013 | 2014 | 2015 |
| ---- | ---- | ---- | ---- | ---- | ---- | ---- |
| 597  | ↘443 | ↘284 | ↘266 | ↘244 | ↘230 | ↘225 |
| 2016 | 2017 | 2018 | 2019 | 2020 |      |      |
| ↗228 | ↘224 | ↘203 | ↘202 | ↘199 |      |      |

По данным переписи 1926 года в селе проживало 1884 человека (876 мужчин и 1008 женщин), в том числе: русские составляли 100 % населения.